# 小林久隆
小林 久隆（こばやし ひさたか、1961年 - ）は、アメリカ合衆国で活躍する日本の医師。2022年４月、関西医科大学光免疫医学研究所長に就任した。11年間の臨床経験があり、放射線診断、核医学、消化器内視鏡の専門医でもある。
光免疫療法(近赤外光線免疫治療法)の研究開発により、3度のNIH Tech Transfer Awardを受賞。アメリカ国立がん研究所（NCI）では今世紀初の日本人テニュア主任研究員となる。第38回日本核医学賞等受賞。アメリカ化学会の雑誌をはじめ、欧米の7誌で編集委員を、複数の国際学会でプログラム委員を務める。

## 略歴
- 1961年、兵庫県西宮市に生まれる。
- 灘中学校・高等学校を経て、1987年京都大学医学部医学科卒業。
- 1995年、京都大学大学院を修了。医学博士修得。アメリカ国立衛生研究所（NIH）臨床センターフェローに。
- 1998年、京都大学特任助手。
- 2001年、NCIおよびNIHシニアフェロー。
- 2004年、NCI分子イメージングプログラムで主任研究員として基礎研究開発部門を主導する。
- 2012年、バラク・オバマ大統領の一般教書演説で紹介される。日本政府の国家戦略室より「世界で活躍し『日本』を発信する日本人」として表彰される。
- 2014年、NIH長官賞を受賞。
- 2015年、頭頸部癌患者を対象にした臨床治験が米国で開始。
- 2018年3月、再発頭頸部癌患者を対象にした臨床治験が日本で開始[2]。
- 2022年４月、関西医科大学光免疫医学研究所長

## 著書
- 「がんを瞬時に破壊する光免疫療法 身体にやさしい新治療が医療を変える」光文社新書 2021年
- 「がんの消滅：天才医師が挑む光免疫療法」芹澤健介 (著) 小林久隆 (医学監修) 新潮新書 2023年

## 参照
1. ↑  NEST NEW ECONOMY SUMMIT2016 - 小林 久隆
2. ↑  光免疫療法 近赤外線で治療　がんセンター３月から治験へ